# Saint-Julien-de-Concelles
Saint-Julien-de-Concelles – miejscowość i gmina we Francji, w regionie Kraj Loary, w departamencie Loara Atlantycka.
Według danych na rok 2010 gminę zamieszkiwało 6820 osób, a gęstość zaludnienia wynosiła 215 osób/km².